# Adolf III. von Dassel
Adolf III. von Dassel war ein zwischen 1213 und 1244 beurkundeter Graf von Dassel.
Er war ein Sohn von Adolf I. von Dassel und der Adelheid von Wassel. Über sein Wirken ist kaum etwas überliefert.
Er war der einzige des Hauses Dassel, der in das Haus Lobdeburg einheiratete. 1220 war er bereits mit Elisabeth von Lobdeburg verheiratet. Elisabeth war die Tochter des Konrad von Lobdeburg und der Mechthild von Meißen. Mechthild war 1220 bereits verwitwet, so dass ihre Tochter Elisabeth und ihr Ehemann Adolf III. von Dassel in einer Verkaufsurkunde des Jahres 1220 als Zeugen auftraten, in der Mechthild ihren Besitz bei Prittitz an das Naumburger Domkapitel verkaufte. Adolf III. und Elisabeth von Dassel hatten eine Tochter, deren Name nicht überliefert ist, von der aber bekannt ist, dass sie Nonne im Kloster Beuditz wurde. Das Kloster Beuditz bei Weißenfels war aus einer Stiftung Mechthilds entstanden.
Von dem Haus Lobdeburg ist bekannt, dass es wiederholt im Bistum Würzburg vertreten war. Da in der zweiten Hälfte des 13. Jahrhunderts Würzburger Domherren namens Adolf und Ludolf von Dassel beurkundet sind, geht die Geschichtsforschung davon aus, dass mindestens einer der beiden Nachkomme Adolfs III. ist (Ludolf VII.; Adolf VI. dann Sohn von Adolf II. von Dassel). Ludolf ist letztmals in einer 1275 ausgestellten Urkunde genannt, in der er als Archidiakon bezeichnet wird. Adolf ist zuletzt 1290 beurkundet.
Elisabeth von Dassel wurde noch einmal in einer Urkunde des Jahres 1258 erwähnt, als ihr Mann Adolf III. bereits verstorben war.